# Hästskotjärnen (Mora socken, Dalarna)
Hästskotjärnen är en sjö i Mora kommun i Dalarna och ingår i Ljusnans huvudavrinningsområde.